# Globba sessiliflora
Globba sessiliflora là một loài thực vật có hoa trong họ Gừng. Loài này được Sims mô tả khoa học đầu tiên năm 1811.

## Hình ảnh

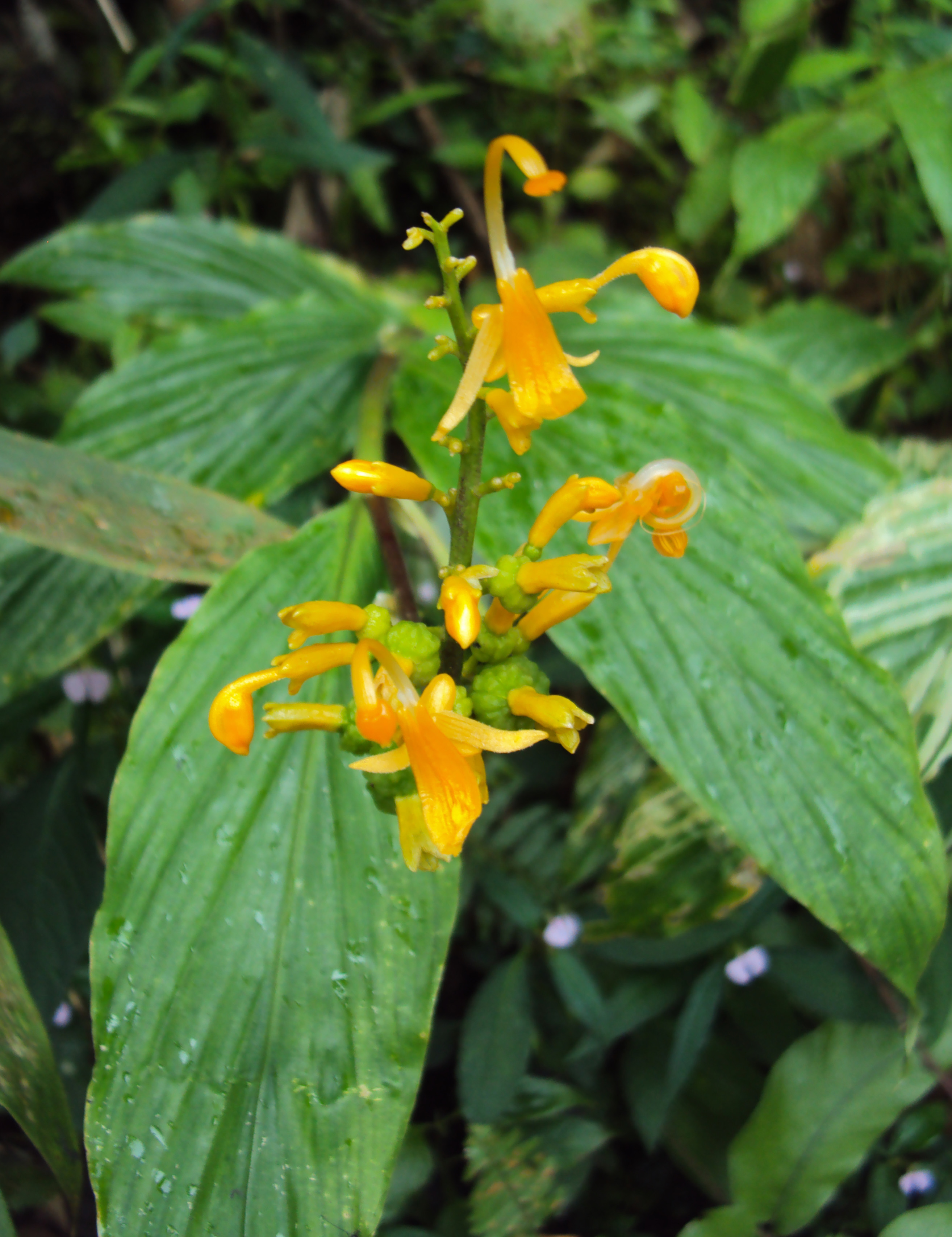
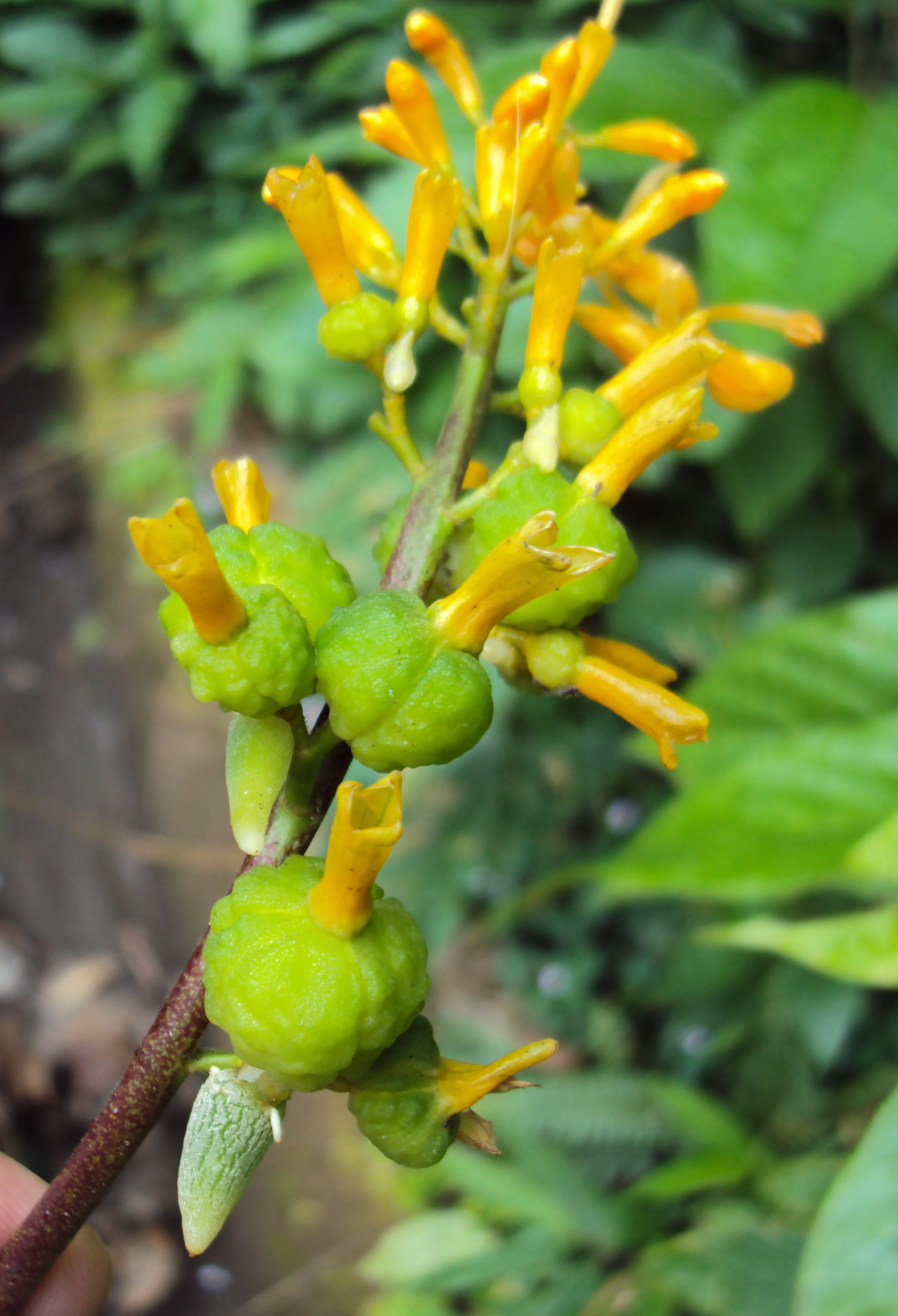
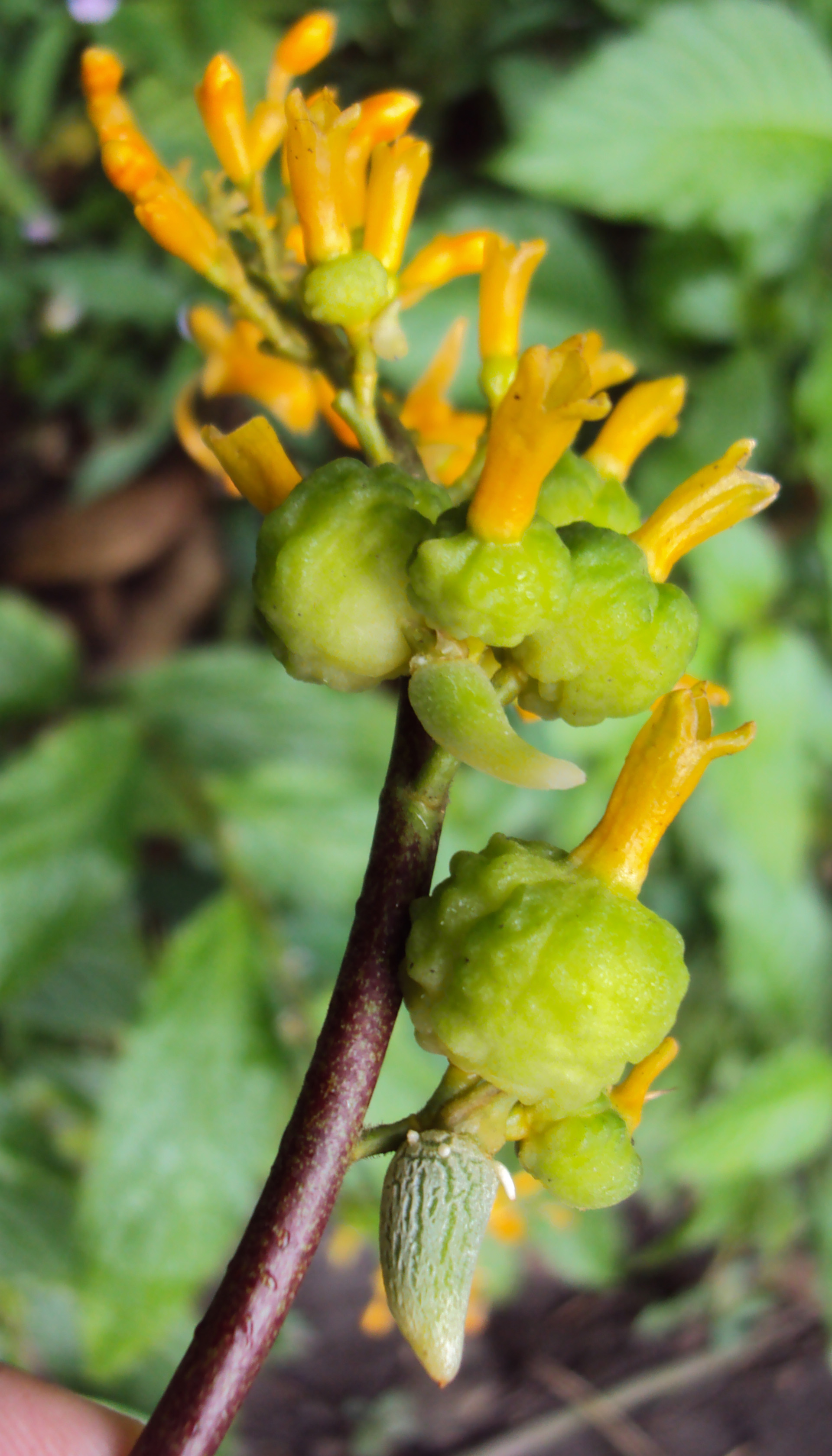
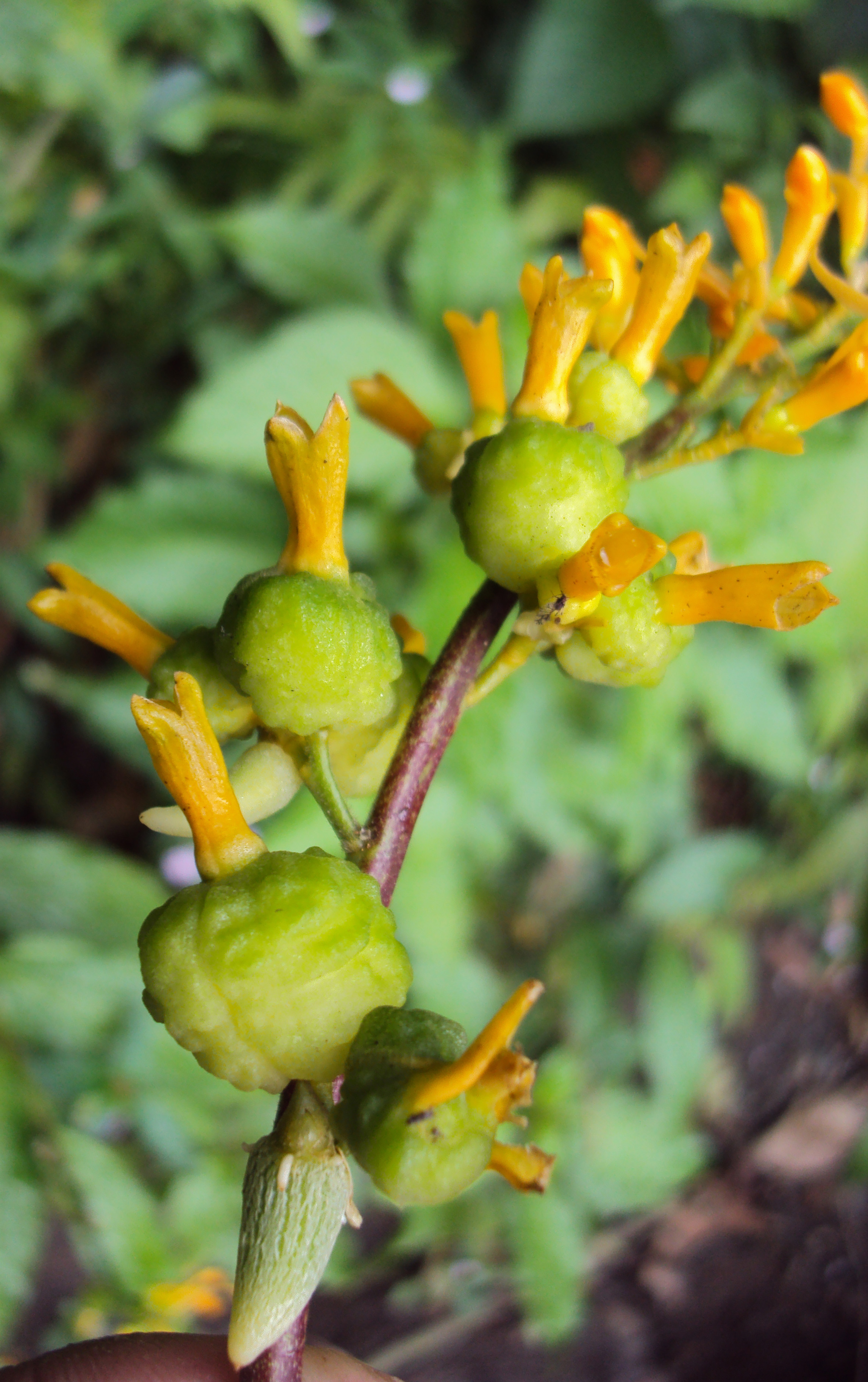